# Walter Schirra
Walter Marty „Wally” Schirra Jr. (ur. 12 marca 1923 w Hackensack, zm. 3 maja 2007 w La Jolla w stanie Kalifornia) – amerykański astronauta, komandor United States Navy. Jako jedyny z astronautów amerykańskich uczestniczył w trzech kolejnych programach załogowych lotów kosmicznych: Mercury, Gemini i Apollo.

## Życiorys
W latach 1940–1942 studiował technikę lotniczą w Newark College of Engineering, później kontynuował naukę w Akademii Marynarki Wojennej Stanów Zjednoczonych. Dyplom jej ukończenia uzyskał w czerwcu 1945 roku.
W ostatnich dniach II wojny światowej służył na wielkim krążowniku „Alaska”. Szkolenie lotnicze ukończył w 1948 roku w bazie lotniczej Pensacola na Florydzie. Po jego zakończeniu dostał przydział do 71 eskadry myśliwców. W latach 1952–1954 był pilotem oblatywaczem w bazie lotniczej China Lake (Naval Air Weapons Station China Lake) w Kalifornii. Do 1959 roku był pilotem US Navy.

### Mercury
2 kwietnia 1959 roku został zakwalifikowany przez NASA do pierwszej grupy amerykańskich astronautów, których w USA nazywano „Original Seven”. Wybrano go z grupy 110 pilotów oblatywaczy. W misji Mercury 7 był dublerem Donalda Slaytona, który po stwierdzeniu u niego arytmii serca został odsunięty od lotu. Mimo to zamiast Schirry poleciał Scott Carpenter.
Schirra natomiast po raz pierwszy znalazł się w kosmosie 3 października 1962 roku na pokładzie statku Mercury 8, w kabinie, która nosiła nazwę „Sigma 7". Podczas lotu trwającego 9 godzin 13 minut i 11 sekund 6-krotnie okrążył Ziemię. Lot przebiegł praktycznie bez zakłóceń. Jedynym problemem były kłopoty z systemem chłodzenia skafandra astronauty. W NASA misję Mercury 8 określono wręcz jako „lot jak z podręcznika”.

### Gemini
Od 1963 roku pracował przy projekcie Gemini. W 1965 roku wraz z Thomasem Staffordem był dublerem dowódcy, Johna Younga, w czasie pierwszego załogowego lotu statku tego typu – Gemini 3. Po tej misji Schirra i Stafford zostali wyznaczeni do podstawowej załogi misji Gemini 6. Plan lotu przewidywał połączenie statku Gemini 6 z wystrzelonym wcześniej stopniem rakiety Agena D. Jednakże w październiku 1965 roku, po awarii rakiety Agena podczas startu, zmieniono zadanie, które postawiono przed załogą. Zaplanowano, że w grudniu 1965 roku Gemini 6A (zmieniono także nazwę misji) zbliży się do statku Gemini 7 z załogą: James Lovell i Frank Borman, który wcześniej znajdzie się na orbicie. Statek Gemini 6A nie wystartował jednak w planowanym terminie, tj. 12 grudnia 1965 roku. Podczas odpalania silników rakiety nośnej okazało się, że wewnątrz jednego z nich plastikowy ochraniacz zablokował przewód doprowadzający paliwo. W zaistniałej sytuacji Schirra wykazał się ogromnym opanowaniem i nie uruchomił procedury katapultowania się załogi. Wówczas nie byłoby mowy o locie z uwagi na zniszczenie kapsuły statku Gemini. W rezultacie technicy usunęli usterkę i trzy dni później – 15 grudnia 1965 roku – z Przylądka Canaveral wystartowała misja dowodzona przez Schirrę. Po kilku godzinach od startu i kilku korektach orbity Gemini 6A zbliżył się do statku Gemini 7 na odległość 30 cm. Lot obu statków w zbliżeniu trwał 5 godzin i 18 minut. 16 grudnia 1965 roku astronauci z Gemini 6A wodowali na Oceanie Atlantyckim. Ich misja trwała 1 dzień 1 godzinę 51 minut i 24 sekundy.

### Apollo
Po pomyślnie zakończonym locie Gemini 6A Schirra został skierowany do programu Apollo. Wyznaczono go na dowódcę drugiego, testowego lotu załogowego tego programu. Do załogi włączono również dwóch nowicjuszy – Donna Eisele'ego i Waltera Cunninghama. W listopadzie 1966 roku NASA wycofała się jednak z tego pomysłu, uznając za wystarczający jeden lot próbny, który odbędzie statek Apollo 1. Wskutek tego Shirra, Eisle i Cunningham stali się załogą rezerwową misji Apollo 1.
Po tragicznym, mającym miejsce 27 stycznia 1967 roku, pożarze Apollo 1 w trakcie testów na wyrzutni i śmierci załogi, pierwotny plan lotów został odwołany. 9 maja 1967 roku grupa Shirry otrzymała nowy przydział – misję Apollo 7, która de facto była pierwszą wyprawa załogową przeprowadzoną na statku typu Apollo. Jej start odbył się 11 października 1968 roku. Najważniejszym zadaniem stojącym przed astronautami było przetestowanie możliwości nowego statku załogowego (którym Amerykanie mieli polecieć na Księżyc) w warunkach realnego lotu kosmicznego. Na pokładzie statku u Shirry, a następnie u Eisele'ego, wystąpiły silne objawy przeziębienia. Obciążeni licznymi zadaniami astronauci zaczęli okazywać irytację i wielokrotnie dochodziło do sprzeczek między nimi a kontrolą lotu. W pewnym momencie wręcz odmówili wykonywania poleceń z Ziemi. W efekcie, po powrocie z orbity zostali wycofani ze składu osobowego programu Apollo i żaden z nich już nigdy nie poleciał w kosmos.
Wodowanie statku Apollo 7 odbyło się 22 października 1968 roku i miało również nietypowy przebieg. Kapsuła bowiem ustawiła się w wodzie wierzchołkiem do dołu (tzw. pozycja stabilna II). Sytuację przywróciło do normy dopiero wypełnienie gazem pontonów przytwierdzonych do korpusu statku. Misja trwała 10 dni 20 godzin 9 minut i 3 sekundy.
Walter Schirra, uczestnicząc w trzech misjach, spędził w kosmosie 12 dni 7 godzin 13 minut i 38 sekund.

### Dalsze lata
W 1969 Schirra w stopniu komandora (Captain) odszedł zarówno z NASA, jak i Marynarki Wojennej. Głównym powodem tej decyzji było zawieszenie go w czynnościach astronauty. Do 1979 roku, kiedy założył Schirra Enterprises, pracował w zarządach różnych firm.
Zmarł 3 maja 2007 roku w szpitalu w La Jolla w Kalifornii. Przyczyną śmieci był zawał serca spowodowany międzybłoniakiem opłucnej, na który cierpiał w ostatnich latach życia.
Stowarzyszenie Uczestników Lotów Kosmicznych (Association of Space Explorers) przyznało mu pośmiertnie Universal Astronaut Insignia za lot orbitalny (nr 7).